# Eleições parlamentares na Hungria em 2022
As Eleições parlamentares na Hungria em 2022 foram realizada em 3 de abril de 2022 para elegere a Assembleia Nacional de 199 membros, que por sua vez elegerá o primeiro-ministro da Hungria para o mandato de 2022-2026. 
O atual primeiro-ministro da Hungria, Viktor Orbán , declarou vitória na noite de domingo, com resultados parciais mostrando seu partido Fidesz liderando a votação por uma ampla margem. Dirigindo-se aos seus apoiantes após os resultados parciais, Orbán disse: "Ganhamos uma vitória tão grande que você pode vê-la da lua e certamente pode vê-la de Bruxelas".  O líder da oposição Péter Márki-Zay admitiu a derrota logo após o discurso de Orbán. A Reuters descreveu isso como uma "vitória esmagadora".  

## Referências

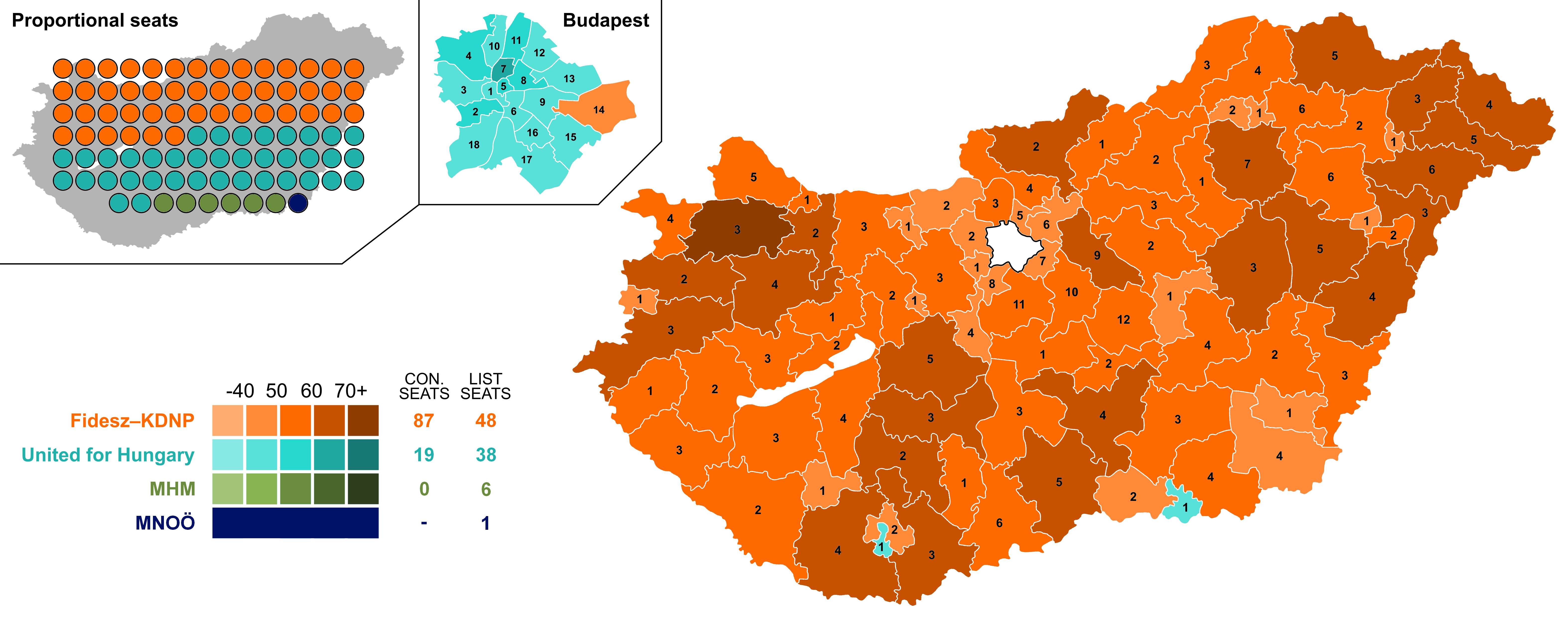
Resultado da eleição parlamentar

## Resultados Oficiais

### Método Preferencial (Lista)
| Partido                 | Partido                                     | Votos     | %               | +/-   | D       | +/-     |
| ----------------------- | ------------------------------------------- | --------- | --------------- | ----- | ------- | ------- |
|                         | Fidesz-KDNP                                 | 3 060 706 | 54,13 / 100,00  | 4,86  | 48 / 93 | 6       |
|                         | Unidos pela Hungria                         | 1 947 331 | 34,44 / 100,00  | 12,03 | 38 / 93 | 12      |
|                         | Movimento Nossa Pátria                      | 332 487   | 5,88 / 100,00   | Novo  | 6 / 93  | Novo    |
|                         | Partido Húngaro do Cão de Duas Caudas       | 185 052   | 3,27 / 100,00   | 1,54  | 0 / 93  | Novo    |
|                         | Movimento Solução                           | 58 929    | 1,04 / 100,00   | Novo  | 0 / 93  | Novo    |
|                         | Autogoverno Nacional dos Alemães na Hungria | 24 630    | 0,44 / 100,00   | 0,02  | 1 / 93  | Estável |
|                         | Outros (partidos com menos de 1,00%)        | 45 725    | 0,79 / 100,00   |       | 0 / 93  |         |
| Votos Inválidos         | Votos Inválidos                             | 66 125    | 1,16 / 100,00   |       |         |         |
| Total                   | Total                                       | 5 717 182 | 100,00 / 100,00 |       | 93 / 93 |         |
| Eleitorado/Participação | Eleitorado/Participação                     | 8 215 304 | 69,59 / 100,00  | 0,63  |         |         |

### Método Uninominal (Distrito)
| Partido                 | Partido                               | Votos     | %               | +/-   | D         | +/-  |
| ----------------------- | ------------------------------------- | --------- | --------------- | ----- | --------- | ---- |
|                         | Fidesz-KDNP                           | 2 823 419 | 52,52 / 100,00  | 4,63  | 87 / 106  | 4    |
|                         | Unidos pela Hungria                   | 1 983 708 | 36,90 / 100,00  | 12,04 | 19 / 106  | 5    |
|                         | Movimento Nossa Pátria                | 307 064   | 5,71 / 100,00   | Novo  | 0 / 106   | Novo |
|                         | Partido Húngaro do Cão de Duas Caudas | 126 648   | 2,36 / 100,00   | 1,64  | 0 / 106   | Novo |
|                         | Movimento Solução                     | 64 341    | 1,20 / 100,00   | Novo  | 0 / 106   | Novo |
|                         | Outros (partidos com menos de 1,00%)  | 42 546    | 0,79 / 100,00   |       | 0 / 106   |      |
| Votos Inválidos         | Votos Inválidos                       | 66 125    | 1,16 / 100,00   |       |           |      |
| Total                   | Total                                 | 5 717 182 | 100,00 / 100,00 |       | 106 / 106 |      |
| Eleitorado/Participação | Eleitorado/Participação               | 8 215 304 | 69,59 / 100,00  | 0,63  |           |      |